# Daniel Brière
Daniel Jean-Claude „Danny“ Brière (* 6. Oktober 1977 in Gatineau, Québec) ist ein ehemaliger kanadischer Eishockeyspieler und derzeitiger -funktionär. Für die Phoenix Coyotes, Buffalo Sabres, Philadelphia Flyers, Canadiens de Montréal und Colorado Avalanche absolvierte der Center insgesamt 1.097 Spiele in der National Hockey League (NHL). Zudem wurde er mit der kanadischen Nationalmannschaft in den Jahren 2003 und 2004 Weltmeister und nahm darüber hinaus zweimal am NHL All-Star Game teil. Seit März 2023 ist er als General Manager der Philadelphia Flyers tätig.

## Karriere
Daniel Brière wurde beim NHL Entry Draft 1996 in der ersten Runde an 24. Position von den Phoenix Coyotes ausgewählt. Nach drei Jahren in der Ligue de hockey junior majeur du Québec mit sehr hohen Scorerwerten wechselte Brière 1997 zum AHL-Team Springfield Falcons. Ein Jahr später wechselte er bereits ins Team der Phoenix Coyotes. 2002 folgte der Wechsel zu den Buffalo Sabres. Im Frühling 2004 war Brière maßgeblich am WM-Titel Kanadas beteiligt, zusammen mit Dany Heatley sorgte er für großes Aufsehen. Die Lockout-Saison verbrachte er zusammen mit Dany Heatley in der Schweizer NLA beim SC Bern. Brière scheiterte mit dem SC Bern im Halbfinale am späteren Meister HC Davos mit 2:4-Siegen. Dennoch gestaltete sich sein Engagement bei den Bernern als gelungen, er erzielte in 47 Spielen 18 Tore und gab 35 Torvorlagen.

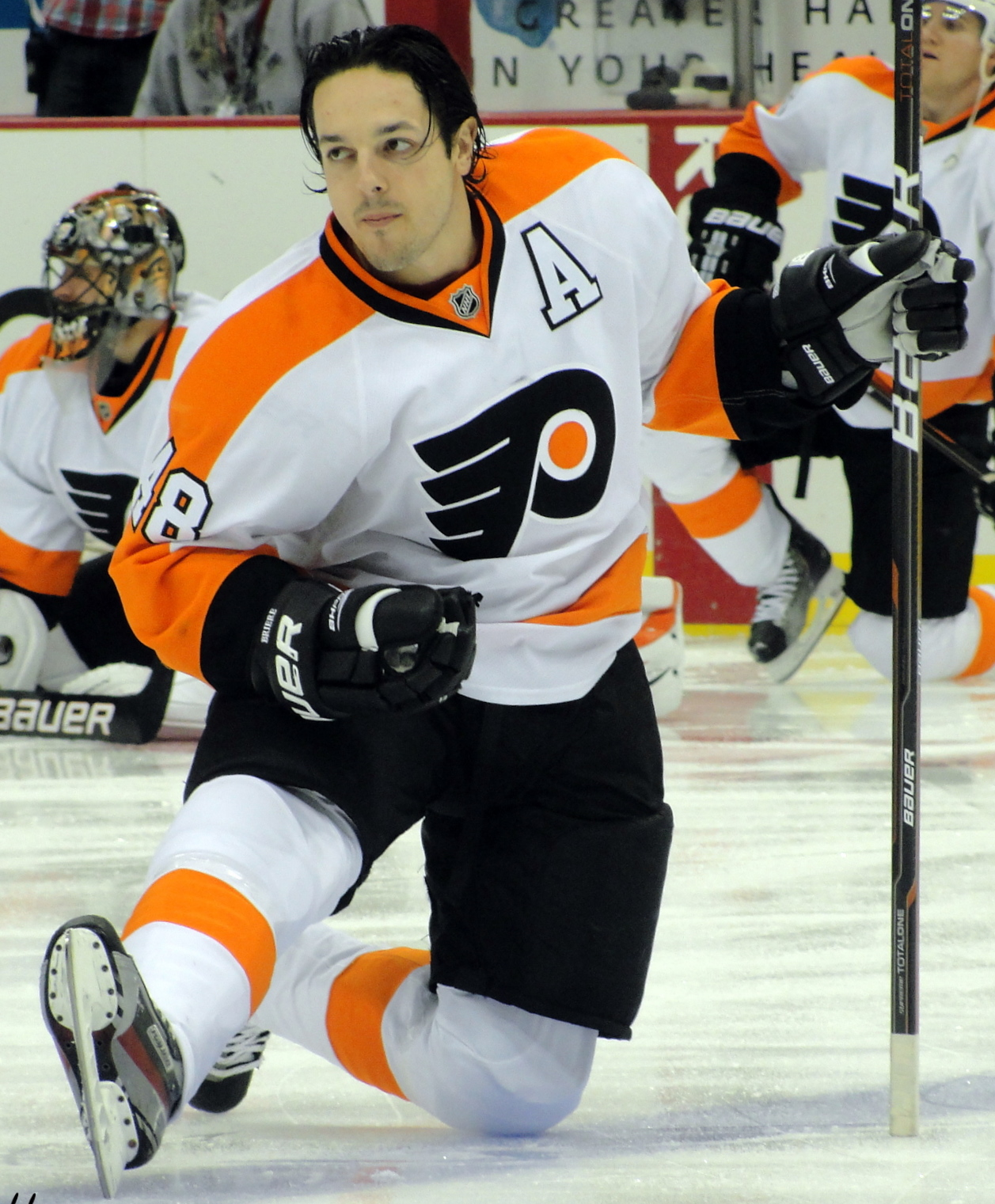
Brière im Trikot der Philadelphia Flyers (2011)

In der Saison 2005/06 gelang Brière mit den Buffalo Sabres der Einzug in die Eastern Conference Finals. Darüber hinaus fungierte Brière ab dieser Saison gemeinsam mit Chris Drury als Assistenzkapitän der Sabres. Am 5. Dezember 2006 erzielte er gegen die Tampa Bay Lightning seinen ersten Hattrick in der NHL. Im Januar 2007 wurde er für das 55. NHL All-Star Spiel nominiert, da er in der Eastern Conference die zweitmeisten Stimmen bekommen hatte. Beim All-Star Game erzielte mit einem Tor und vier Assists die zweithöchste Punkteausbeute eines Spielers in der NHL-Geschichte und wurde zum Most Valuable Player des All-Star Game gewählt. In den Playoffs erreichte er mit den Sabres erneut das Eastern-Conference-Finale und war bester Scorer seines Teams in der regulären Saison.
Im Sommer 2007 lief sein Vertrag in Buffalo aus und er wechselte zu den Philadelphia Flyers. Er erhielt für acht Jahre insgesamt 52 Millionen US-Dollar, wovon er alleine zehn Millionen im ersten Jahr erhielt, was ihn für die Saison 2007/08 neben Scott Gomez und Thomas Vanek zum bestbezahlten Spieler der NHL machte. In seiner ersten Saison im Trikot der Flyers konnte er zwar nicht an die vorherigen Leistungen in Buffalo anknüpfen, war jedoch hinter Mike Richards der punktbeste Offensivakteur der Mannschaft. Brière war Bestandteil eines großen personellen Umbruchs bei Philadelphia, die nach schlechten Leistungen in den Vorjahren bis ins Eastern-Conference-Finale der Play-offs einzogen. Insgesamt war Brière mit neun Toren und sieben Vorlagen in den Play-offs erfolgreich. Die folgende Saison 2008/09 war für Brière von einer Vielzahl an Verletzungen geprägt, sodass er insgesamt nur 29 Partien in der regulären Spielzeit absolvierte, in denen er insgesamt 25 Scorerpunkte markierte.
Im Februar 2010 gelang dem Kanadier im Spiel gegen die Canadiens de Montréal ein Hattrick, wobei jeder seiner drei Treffer in unterschiedlichen Spielsituationen fiel (Überzahl, 5 gegen 5 und ein Penalty). In den Play-offs bildete Brière zusammen mit Scott Hartnell und Ville Leino die herausragende Angriffsreihe beim Einzug der Flyers in das Stanley-Cup-Finale. Insgesamt erzielte der Rechtsschütze 12 Tore sowie 18 Vorlagen und stellte damit einen neuen Franchiserekord der Flyers für die meisten Scorerpunkte in den Play-offs auf. Im Januar 2011 nahm Brière als Ersatz für Jarome Iginla am All-Star Game teil und konnte dabei zwei Torerfolge verbuchen. In der Saison 2011/12 erzielte der Kanadier beim 3:2-Erfolg gegen die Ottawa Senators einen Hattrick und somit alle drei Treffer für die Flyers. In den Play-offs konnte er erneut mit offensivstarken Leistungen in Form von acht Toren in elf Spielen überzeugen, das Ausscheiden seiner Mannschaft gegen die New Jersey Devils in der zweiten Runde jedoch nicht verhindern.
Im Oktober 2012 unterschrieb Daniel Brière auf Grund des Lockouts der NHL-Saison 2012/13 einen Vertrag bei den Eisbären Berlin aus der Deutschen Eishockey Liga. Er bestritt 21 Partien für die Hauptstädter, ehe er aufgrund einer Verletzung bis zur Beendigung des Spielerstreiks ausfiel. Im Juni 2013 wurde sein Kontrakt von den Flyers jedoch frühzeitig ausbezahlt (buy out). Am 4. Juli 2013 unterzeichnete Brière einen Zweijahresvertrag bei den Canadiens de Montréal. Nach einer Spielzeit in Montréal transferierten ihn die Canadiens zur Colorado Avalanche im Tausch gegen Flügelstürmer Pierre-Alexandre Parenteau und ein Fünftrunden-Wahlrecht für den NHL Entry Draft 2015. Nach der Saison 2014/15, mit Auslaufen seines Vertrages in Colorado, gab er am 17. August 2015 das Ende seiner aktiven Karriere bekannt.
Anschließend wechselte Brière ins Management, als er 2018 bei den neu gegründeten Maine Mariners aus der ECHL die Position des General Managers übernahm. Zugleich war er in beratender Funktion für die Philadelphia Flyers tätig, bei denen er im Februar 2022 zum Assistenten von General Manager Chuck Fletcher ernannt wurde. Als Fletcher dann im März 2023 entlassen wurde, übernahm Brière vorerst interimsweise die sportliche Leitung des Teams, ehe er im Mai 2023 fest als General Manager installiert wurde.

## Erfolge und Auszeichnungen
| - 1995 LHJMQ All-Rookie Team - 1995 CHL All-Rookie Team - 1995 Trophée Michel Bergeron - 1995 Trophée Marcel Robert - 1996 Trophée Jean Béliveau - 1996 LHJMQ-Offensivspieler des Jahres - 1996 CHL Top Scorer Award - 1996 LHJMQ Second All-Star Team - 1996 Plaque Karcher - 1997 LHJMQ Second All-Star Team | - 1997 CHL Third All-Star Team - 1997 Trophée Frank J. Selke - 1998 Teilnahme am AHL All-Star Classic - 1998 Dudley „Red“ Garrett Memorial Award - 1998 AHL First All-Star Team - 1998 AHL All-Rookie Team - 2007 Teilnahme am NHL All-Star Game - 2007 Most Valuable Player des NHL All-Star Game - 2011 Teilnahme am NHL All-Star Game |

### International
- 1997 Goldmedaille bei der Junioren-Weltmeisterschaft
- 2003 Goldmedaille bei der Weltmeisterschaft
- 2004 Goldmedaille bei der Weltmeisterschaft

## Karrierestatistik

### International
Vertrat Kanada bei:
- Junioren-Weltmeisterschaft 1997
- Weltmeisterschaft 2003
- Weltmeisterschaft 2004

(Legende zur Spielerstatistik: Sp oder GP = absolvierte Spiele; T oder G = erzielte Tore; V oder A = erzielte Assists; Pkt oder Pts = erzielte Scorerpunkte; SM oder PIM = erhaltene Strafminuten; +/− = Plus/Minus-Bilanz; PP = erzielte Überzahltore; SH = erzielte Unterzahltore; GW = erzielte Siegtore; 1 Play-downs/Relegation; Kursiv: Statistik nicht vollständig)